# 藏寒蓬
藏寒蓬（学名：Psychrogeton poncinsii）为菊科寒蓬属的植物。分布于伊朗、阿富汗、俄罗斯、印度以及中国大陆的西藏、新疆等地，目前尚未由人工引种栽培。